# 6066 Hendricks
6066 Hendricks eller 1987 SZ3 är en asteroid i huvudbältet som upptäcktes den 26 september 1987 av den amerikanske astronomen Edward L.G. Bowell vid Anderson Mesa Station. Den är uppkallad efter John Hendricks.
Asteroiden har en diameter på ungefär 4 kilometer.